# Gudula Geuther
Gudula Geuther (* 12. März 1970 in Waiblingen) ist eine deutsche Hörfunkjournalistin und Hauptstadtkorrespondentin in Berlin für die drei Deutschlandradio-Programme Deutschlandfunk, Deutschlandfunk Kultur und Deutschlandfunk Nova.

## Leben
In Gilching machte sie 1989 Abitur, dem ein Jahr an der Westfield High School in Massachusetts vorangegangen war. Von 1989 bis 1997 studierte sie Rechtswissenschaft in München, unterbrochen von einem Studienjahr an der Universidad Complutense in Madrid. Das juristische Referendariat absolvierte sie in München. Nach Beiträgen als Freie Mitarbeiterin für Rundfunkanstalten, Zeitungen und die Nachrichtenagentur Reuters berichtete sie ab 1999 als rechtspolitische Korrespondentin in der ARD-Rechtsredaktion des SWR in Karlsruhe für die Deutschlandradio-Programme über das BVerfG, den BGH und den Generalbundesanwalt. Im August 2004 vertrat sie die ARD-Südamerika-Korrespondentin in Buenos Aires. Ab 2005 war sie Deutschlandradio-Landeskorrespondentin in Hessen. Im September 2006 wechselte sie als Korrespondentin für Innen- und Rechtspolitik in das  Deutschlandradio-Hauptstadtstudio in Berlin.

## Werke
- mit Mathias Metzner: Grundrechte (= Informationen für politische Bildung. Band 305). Herausgegeben von der Bundeszentrale für politische Bildung, Bonn 2009, ISSN 0046-9408.
- mit Mathias Metzner: Grundrechte (= Informationen zur politischen Bildung/izpb. Band 359). Herausgegeben von der Bundeszentrale für politische Bildung/bpb. Bonn 2024. ISSN 0046-9408.

## Auszeichnungen
- 2009/10: Regino-Preis für Männer und Frauen sind gleichberechtigt in DLF – Dossier
- Pressepreis des Deutschen Anwaltvereins (DAV) für Regeln des Rechtsstaats – Die Entschädigung für den Kindesmörder Magnus Gäfgen ändert nichts an seiner Schuld, vom 4. August 2011[5]